# Inmigración ecuatoriana en España
La comunidad ecuatoriana en España en 2021 es la tercera comunidad extranjera más importante en el país con unas 416.323 personas. Sin contar quienes tienen binacionalidad en enero de 2016 sería la sexta según datos del Instituto Nacional de Estadística de España.  En 2016 el número de personas ecuatorianas que solicitaron el derecho al voto fue de 168.384. Asimismo, los ecuatorianos forman la comunidad americana más numerosa en España.
La gran emigración de ecuatorianos inició con la crisis económica en Ecuador de 1998-1999, llegando a su punto máximo en España el año 2005, con medio millón de ecuatorianos (número solo superado por los inmigrantes marroquíes en ese año). A partir de entonces el número de residentes ecuatorianos en España ha descendido hasta la actualidad.
El principal destino de tal emigración fue España por varias causas: En primer lugar el endurecimiento de la política migratoria en Estados Unidos desde 1993 (país que era destino tradicional de la hasta entonces poco numerosa emigración ecuatoriana). Esta medida estadounidense acrecentó las dificultades, riesgos y costes para entrar en aquel país. Otro motivo fue la no exigencia de visado de entrada en España para los ecuatorianos entre octubre de 1963 y agosto del año 2003, además de la facilidad que el castellano como idioma común daba al inmigrante. También hay que tener en cuenta el fácil acceso al mercado de trabajo debido a un convenio de doble nacionalidad existente entre ambos países entre el año 1965 y agosto del año 2000, y la demanda continua de personal extranjero en trabajos poco cualificados que eran los menos demandados por los españoles, como la agricultura, la construcción o el servicio doméstico.

## Cifras
En agosto de 2016 las personas inscritas en el censo de los consulados de Ecuador en España eran 168.384. (77.621 hombres y 90.703 mujeres) según los datos del censo electoral oficial para las elecciones legislativas de Ecuador de febrero de 2017.
Un porcentaje significativo de los migrantes ecuatorianos (38%) proceden de las ciudades de Quito y Guayaquil. Tras Quito y Guayaquil aparecen una serie de ciudades de escala intermedia en Ecuador: Loja, Ambato, Machala, Cuenca, Riobamba y Santo Domingo. Otro grupo representativo según datos de 2005, procede de Otavalo, el cual se encuentra compuesto en su mayoría por indígenas de lengua quechua. Se desempeñan principalmente como comerciantes de artesanías y productos textiles.
El Movimiento del Migrante, liderado por Luis Felipe Tilleria, estima que, En el 1 de enero de 2021 la mayor comunidad ecuatoriana reside en la Comunidad de Madrid con 128.974 personas, seguido de Cataluña con 85.409,Comunidad Valenciana con 44.241 y la Región de Murcia con 38.360.
Por otro lado, la comunidad ecuatoriana de España es la más numerosa de Europa con un padrón electoral total de 230.000 personas.
Según datos oficiales españoles, la comunidad ecuatoriana en enero de 2016 ocupaba el sexto puesto en relación con las nacionalidades de las personas extranjeras residentes el país con (158.967) sin contar con quienes tienen doble nacionalidad. Los primeros puestos corresponde a Rumania (699.502 personas), Marruecos ( 678.467), Reino Unido (297.000), Italia (192.053) China (171.508).

## Mapa de asentamientos
En el siguiente mapa se muestran los diez principales asentamientos por provincias en 2022:

## Histórico
- En junio de 2004, según estadísticas, había 500.000 ecuatorianos en toda España cuando en 1998 no llegaban tan siquiera a 40.000. Entre esos años el colectivo ecuatoriano fue el que más creció en el conjunto de la inmigración en España y según Walter Actis, del Colectivo IOE más del 60 % los inmigrantes ecuatorianos estaban sin papeles.[8] La gran migración de ecuatorianos a España se debió en parte a la crisis financiera en Ecuador de 1999.

## Organizaciones
Asociación Rumiñahui, fundada en 1997 en Madrid, España como uno de los pioneros en la organización e información de esta comunidad inmigrante.
También existe la Federación Nacional de Asociaciones de Ecuatorianos en España (FENADEE).

## Flujos migratorios
| Inmigración ecuatoriana en España de 1998 a 2014 | Inmigración ecuatoriana en España de 1998 a 2014 | Inmigración ecuatoriana en España de 1998 a 2014 | Inmigración ecuatoriana en España de 1998 a 2014 | Inmigración ecuatoriana en España de 1998 a 2014 |
| ------------------------------------------------ | ------------------------------------------------ | ------------------------------------------------ | ------------------------------------------------ | ------------------------------------------------ |
| Año                                              | Residentes                                       | Nacionalizados                                   | Sin papeles                                      | TOTAL                                            |
| 1998                                             | 7.046                                            | 1.016                                            | 23.832                                           | 31.894                                           |
| 1999                                             | 12.933                                           | 1392                                             | 56.000                                           | 70.325                                           |
| 2000                                             | 30.878                                           | 3.446                                            | 108.144                                          | 140.706                                          |
| 2001                                             | 84.699                                           | 4.429                                            | 174.823                                          | 261.716                                          |
| 2002                                             | 115.301                                          | 5.396                                            | 274.996                                          | 393.664                                          |
| 2003                                             | 174.289                                          | 6.353                                            | 301.410                                          | 482.051                                          |
| 2004                                             | 221.549                                          | 7.005                                            | 255.228                                          | 483.782                                          |
| 2020                                             | 416.347                                          |                                                  |                                                  |                                                  |
| 2022                                             | 416.347                                          |                                                  |                                                  |                                                  |